# A Fővárosi Törvényszék épülete
A Fővárosi Törvényszék egy budapesti bírósági intézmény.

## Épülete
A Fővárosi Törvényszék épülete az V. kerületi Markó utcában helyezkedik el, annak 27. száma alatt. Az épület 1888. április 19. és 1890. augusztus 1. között épült fel Hauszmann Alajos és Jablonszky Ferenc tervei szerint, Pucher József kivitelezése mellett.
Az épület műemléki védettség alatt áll.

## A börtön (Nagy Ignác utcai büntetés-végrehajtási intézet)
Érdekesség, hogy annak idején Hauszmann nem kizárólag bírósági épületet tervezett, hanem börtönrészt is kialakított. Ez napjainkban szintén használatban áll: a Fővárosi Büntetés-végrehajtási Intézet I. számú Objektuma működik benne. Bejárata a Nagy Ignác utcai oldalon található.

## Képtár

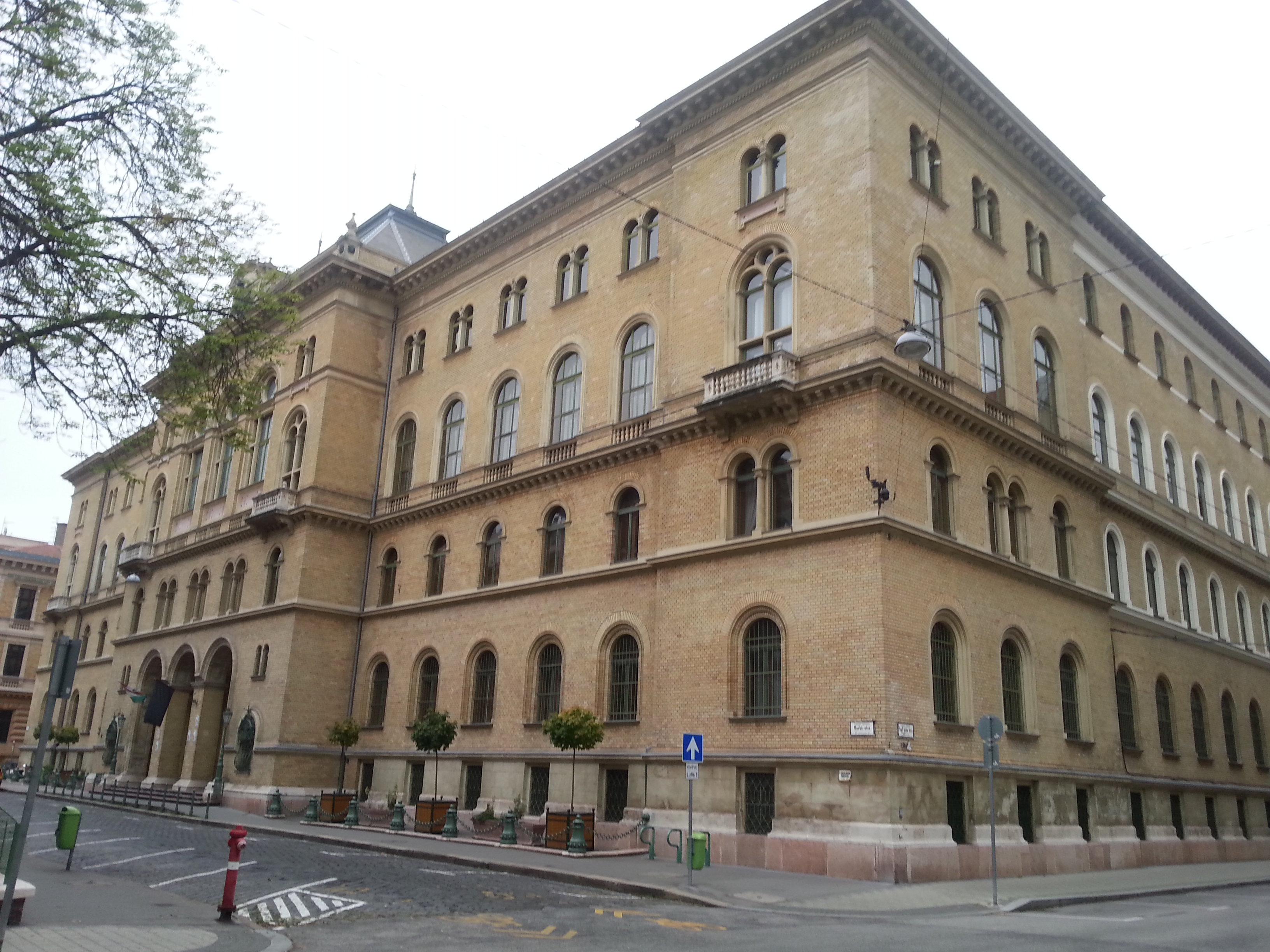
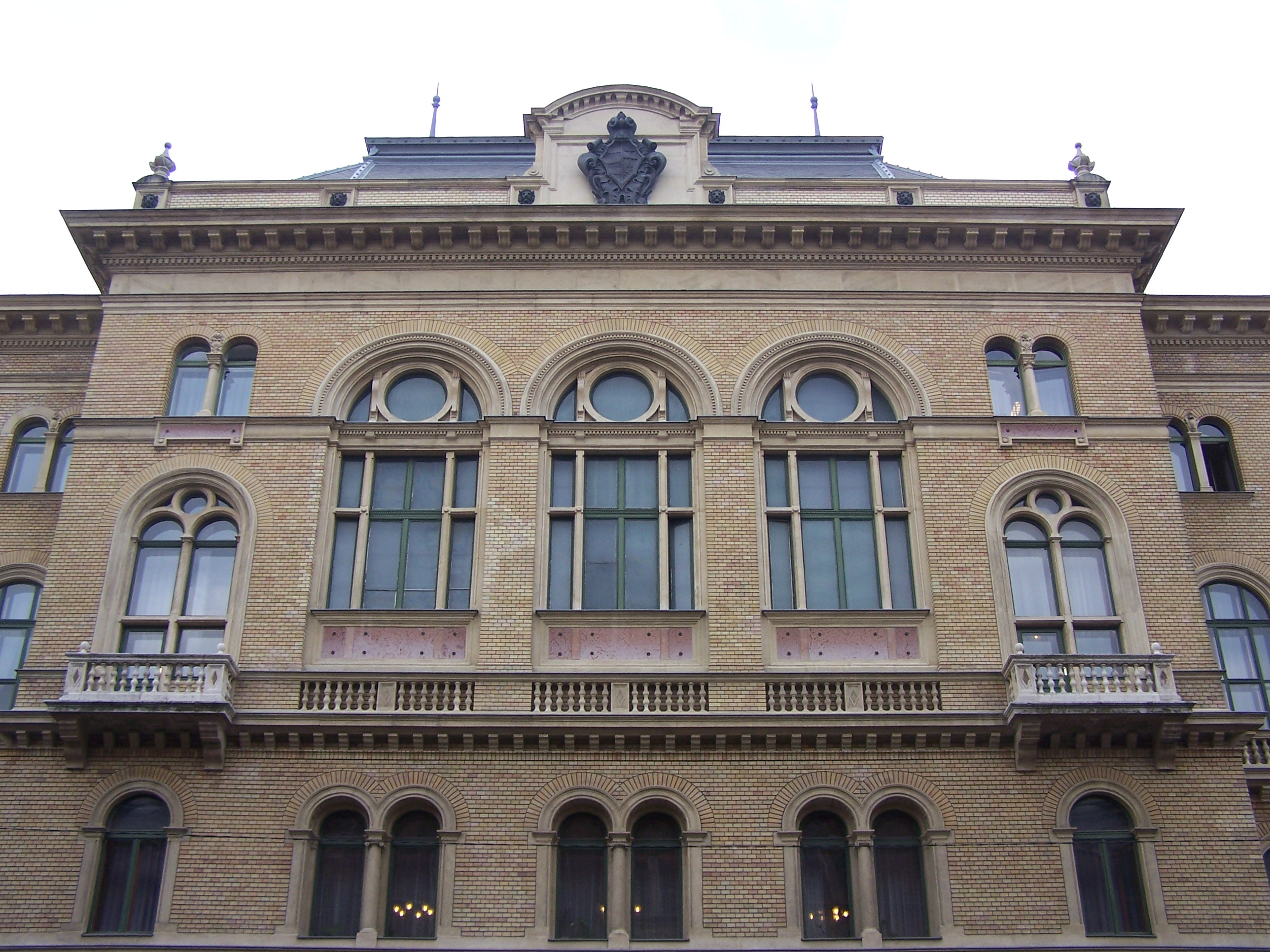
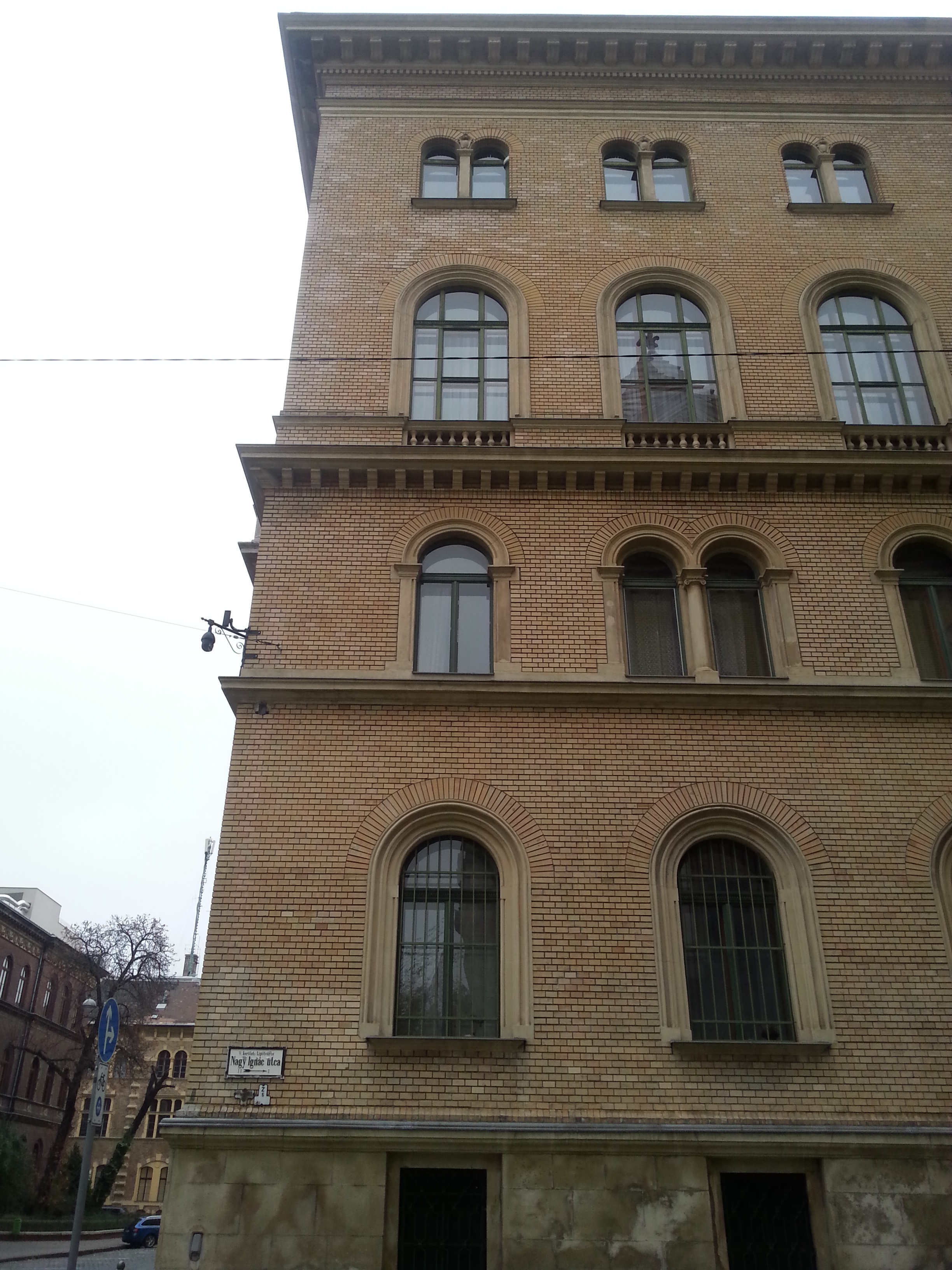
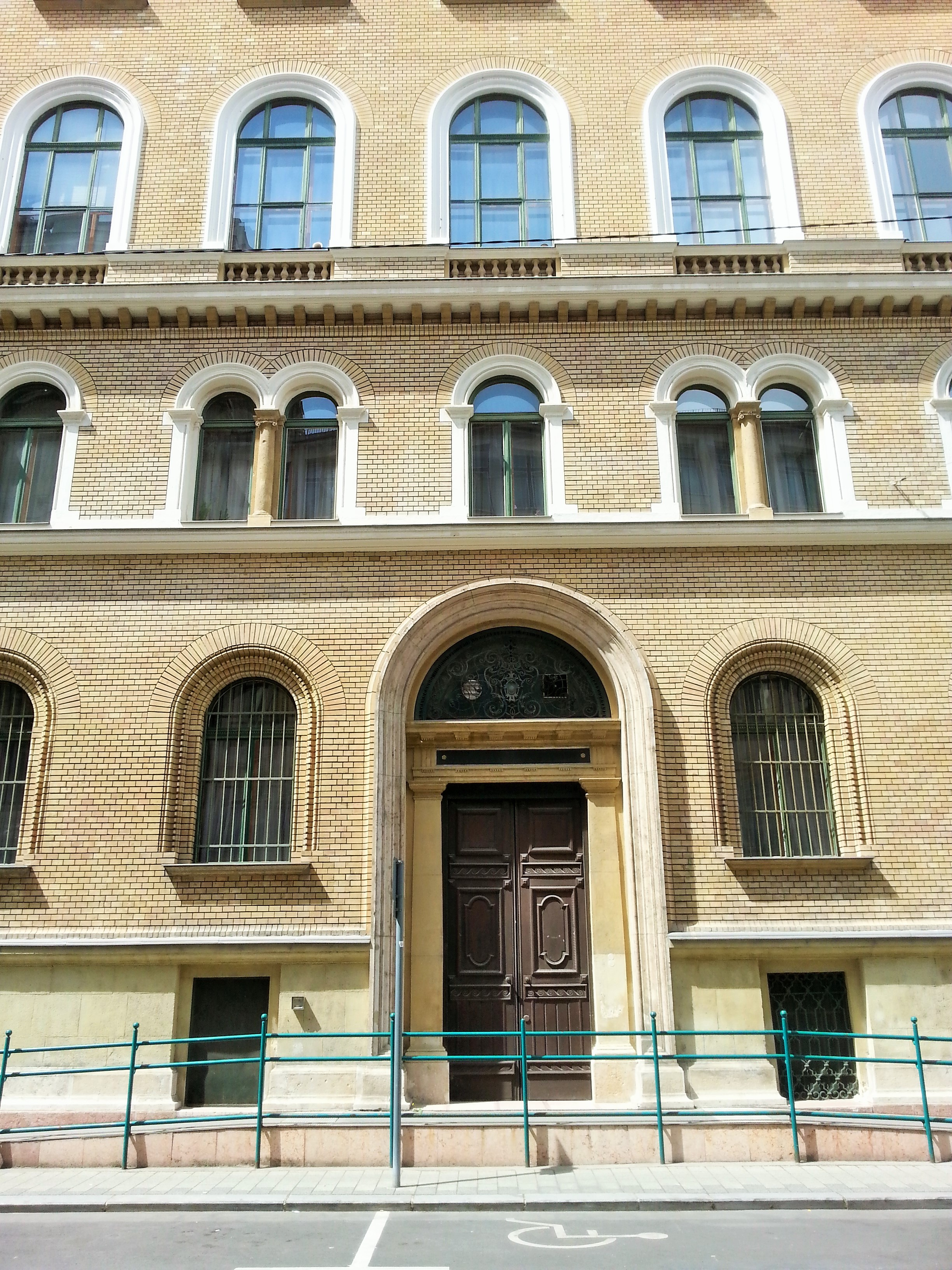
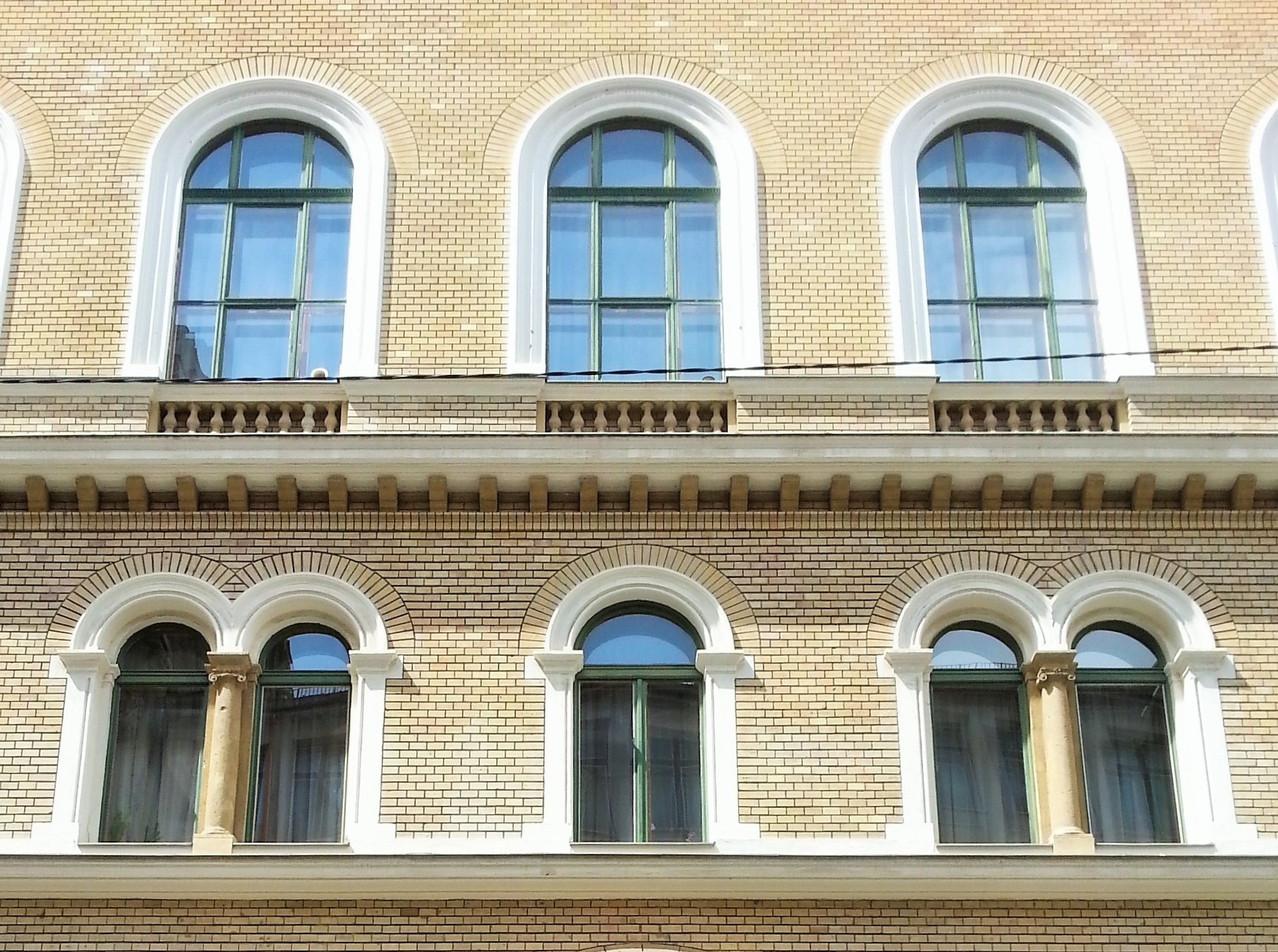
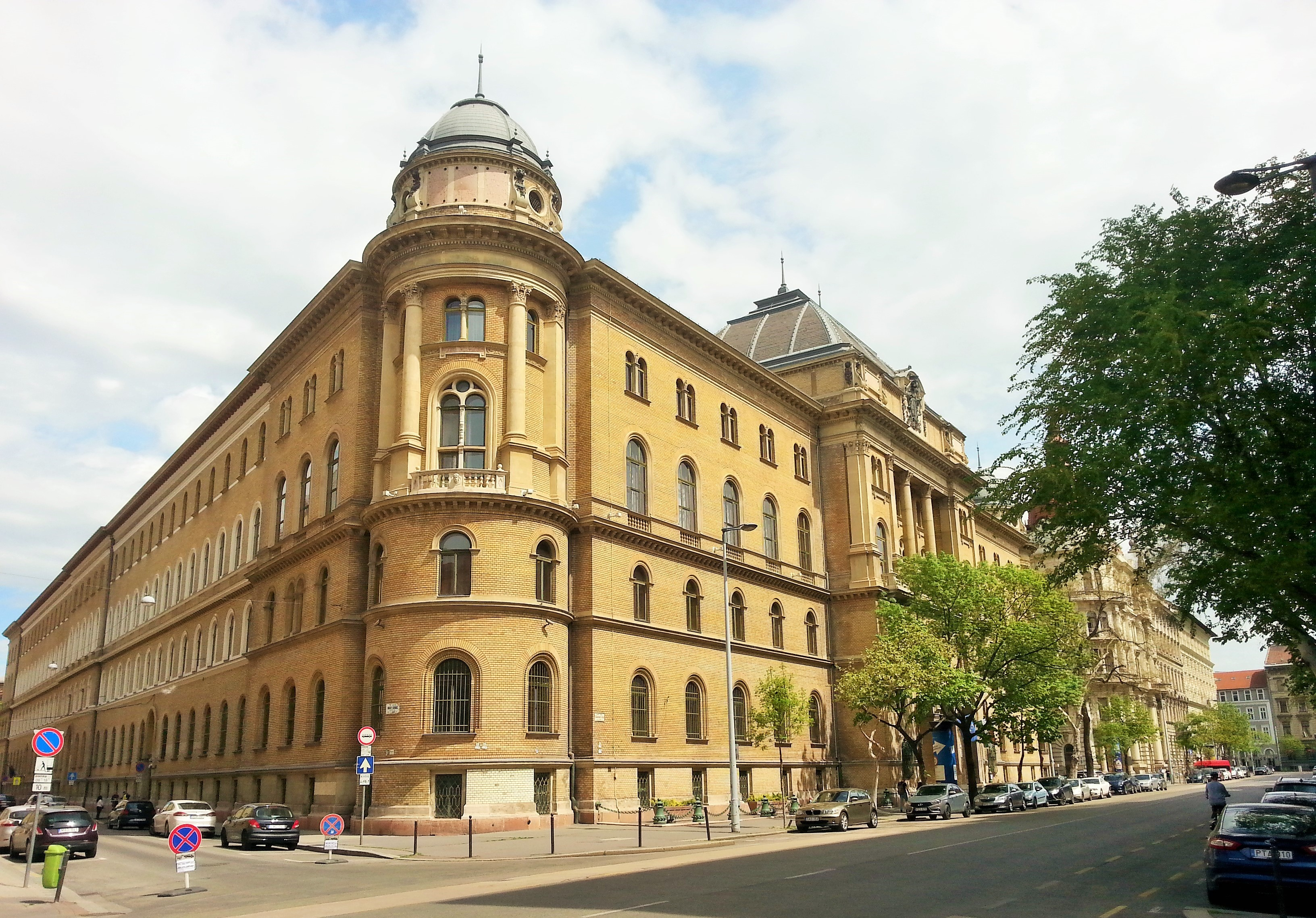
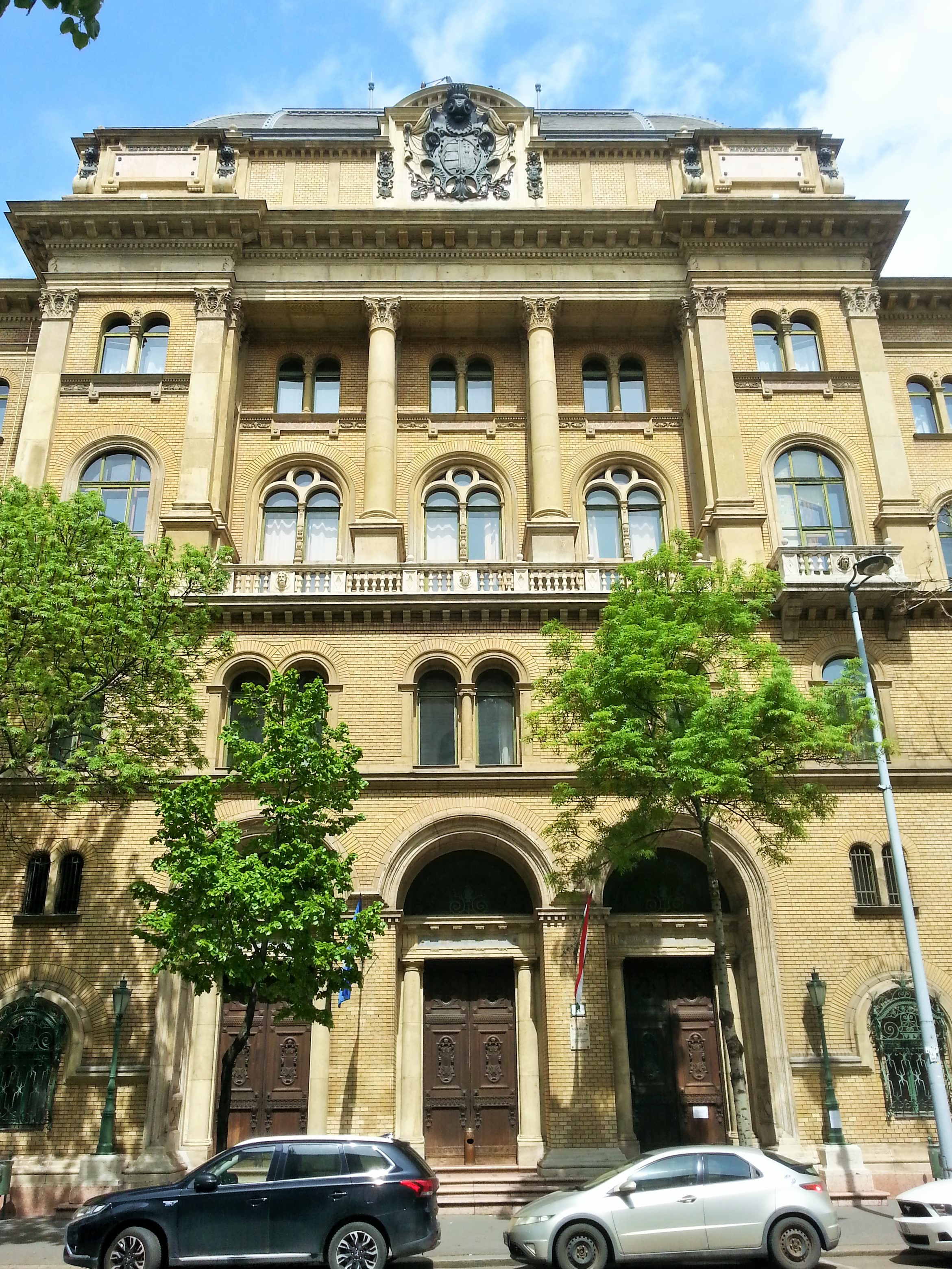
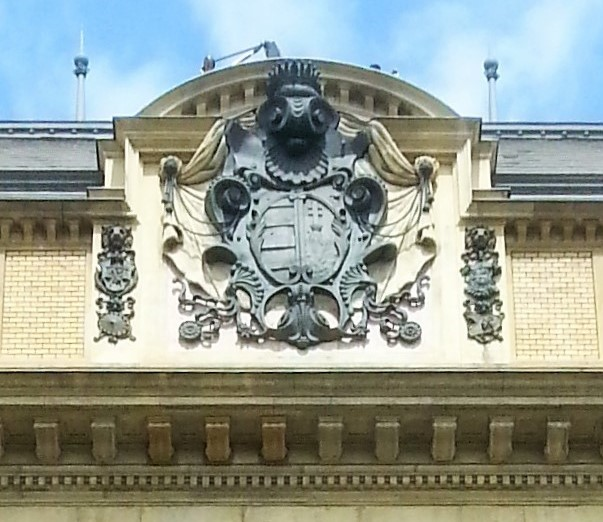
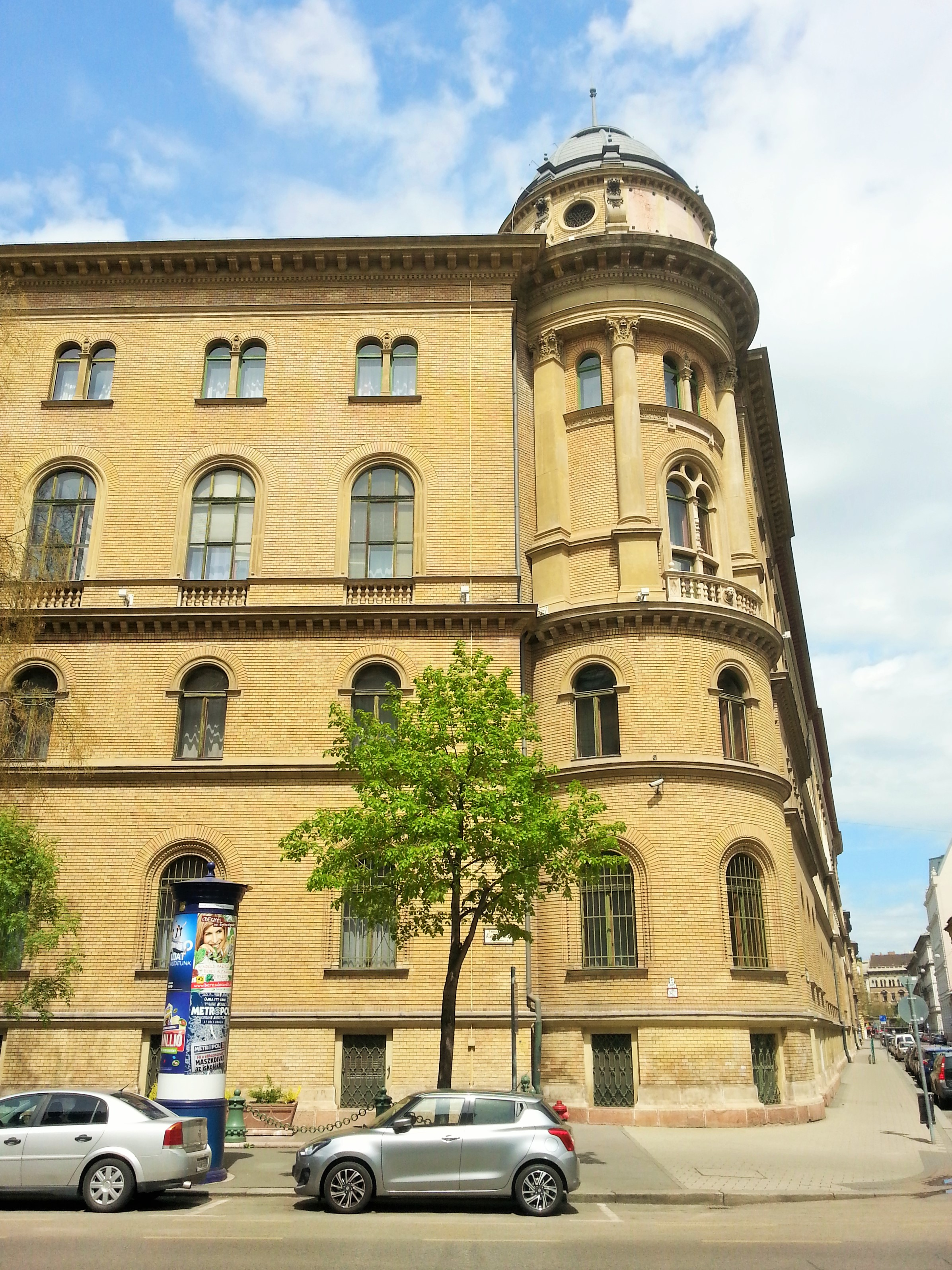
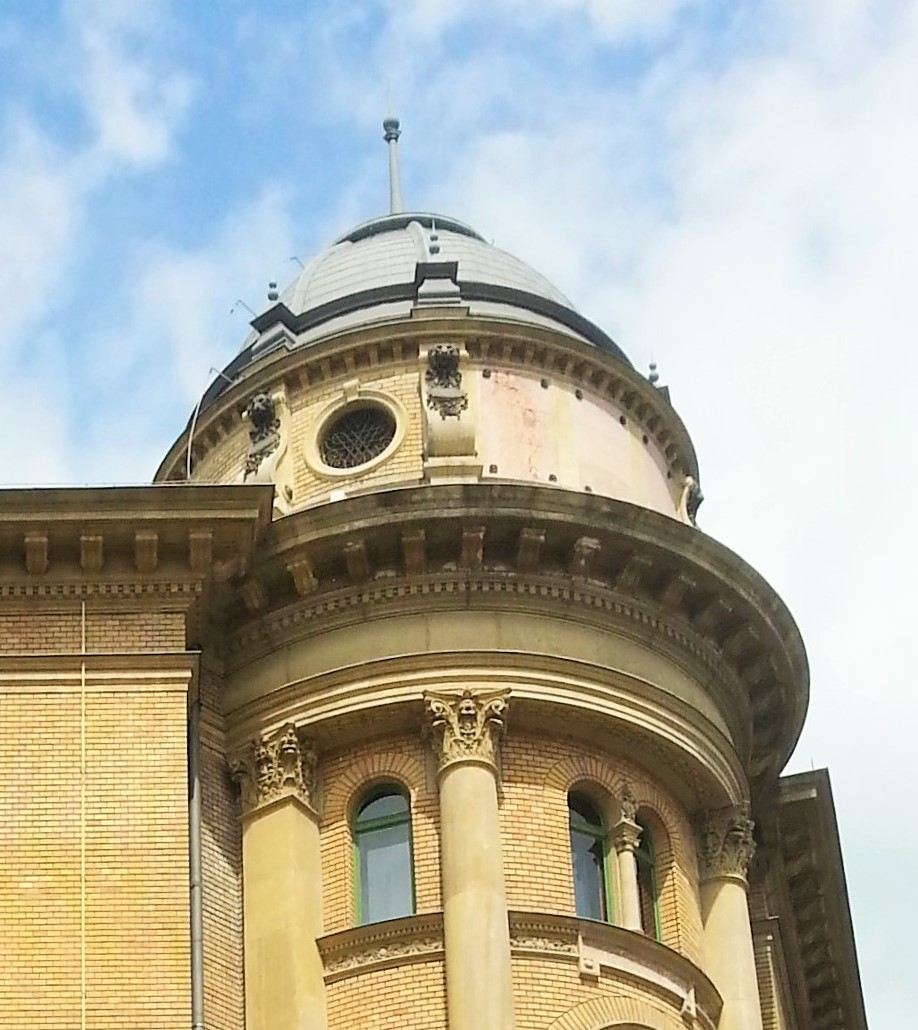
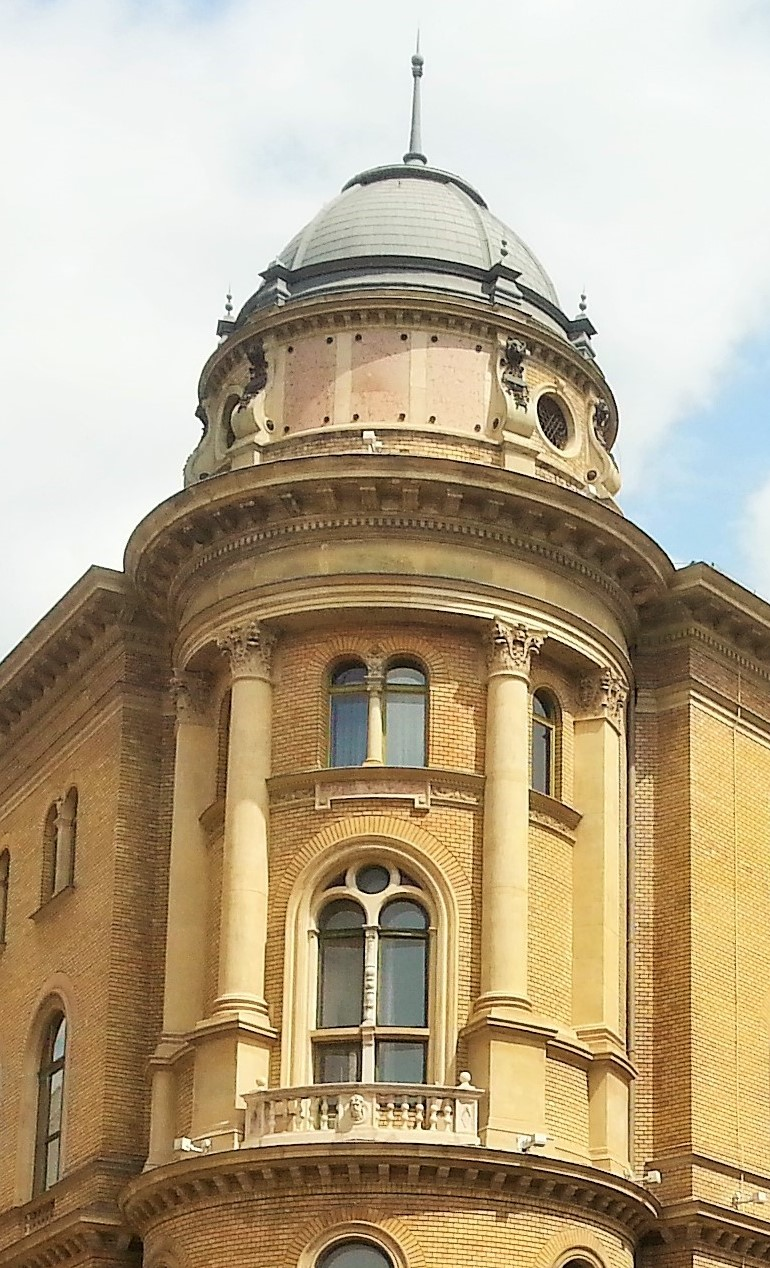
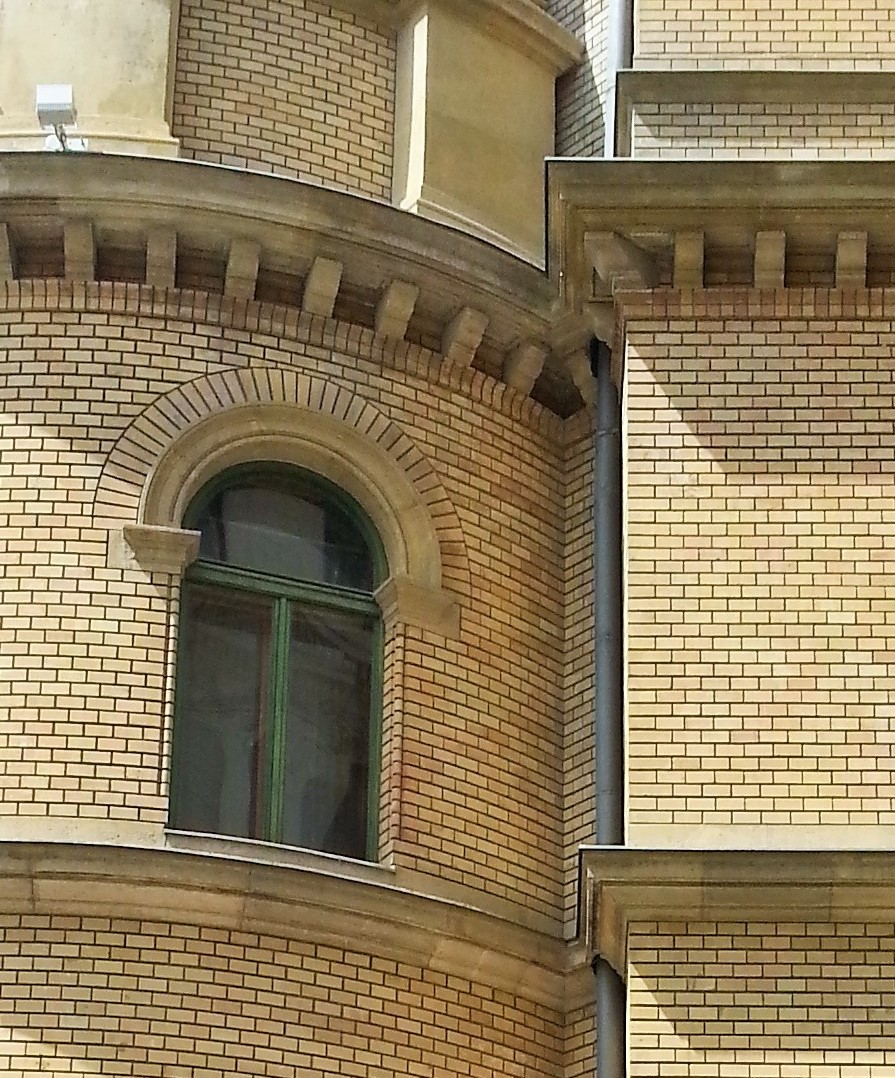
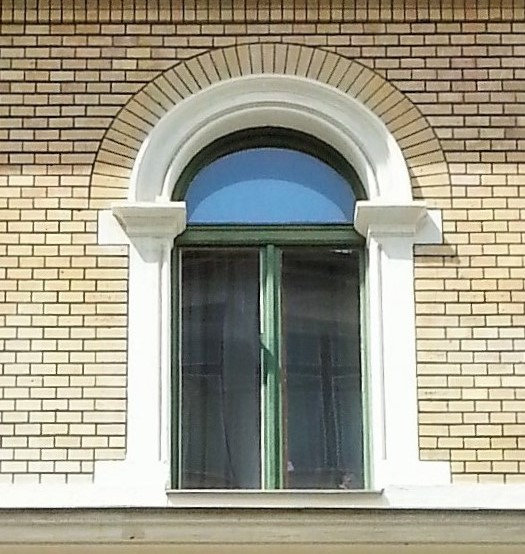
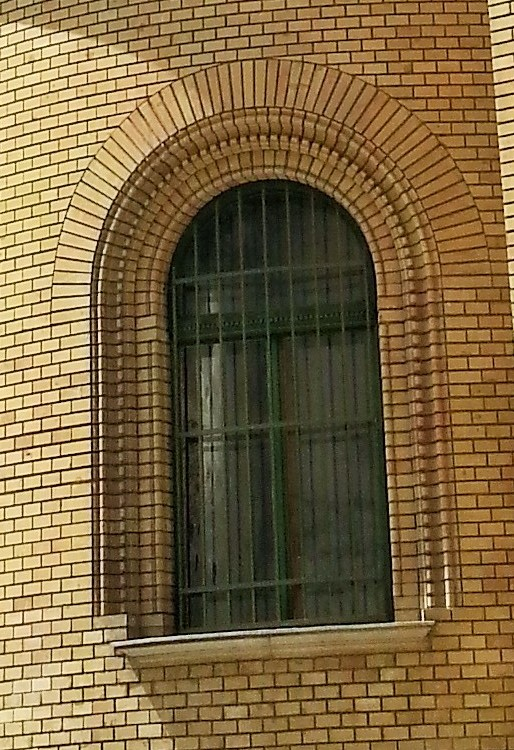
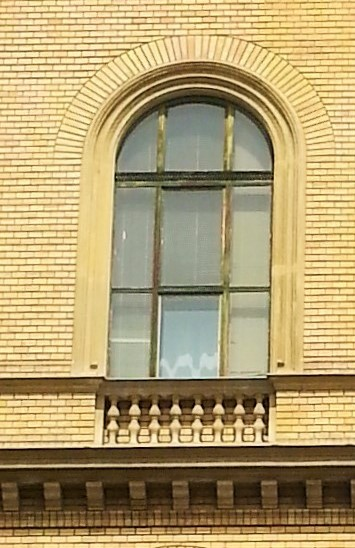
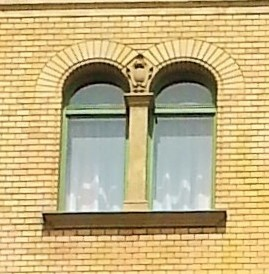
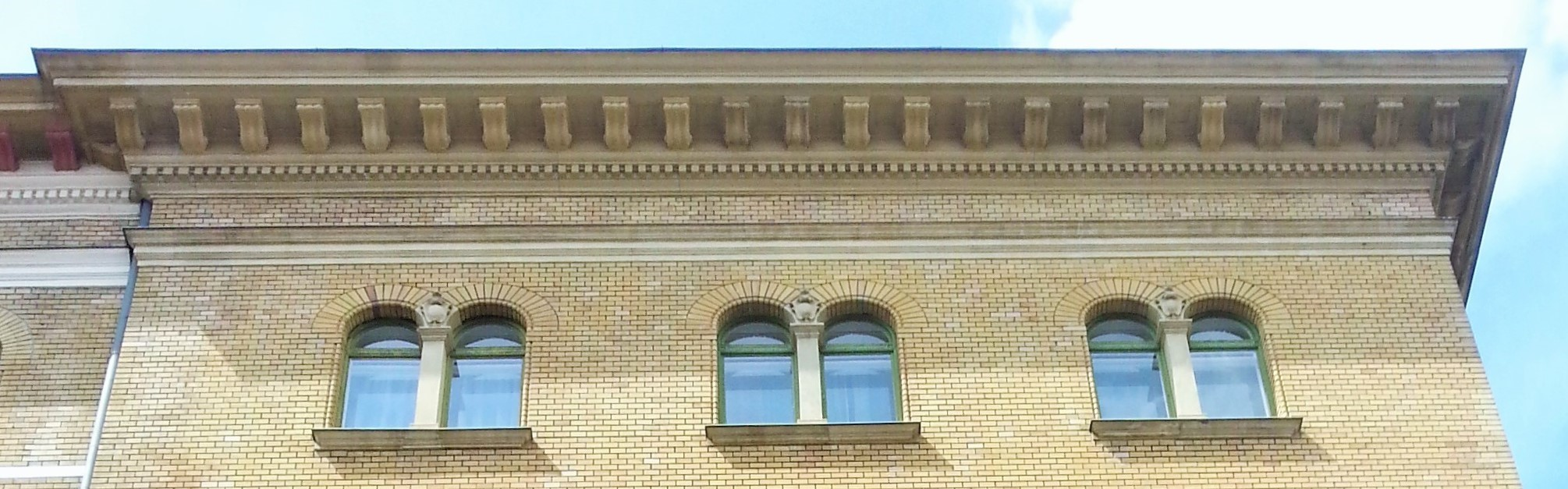
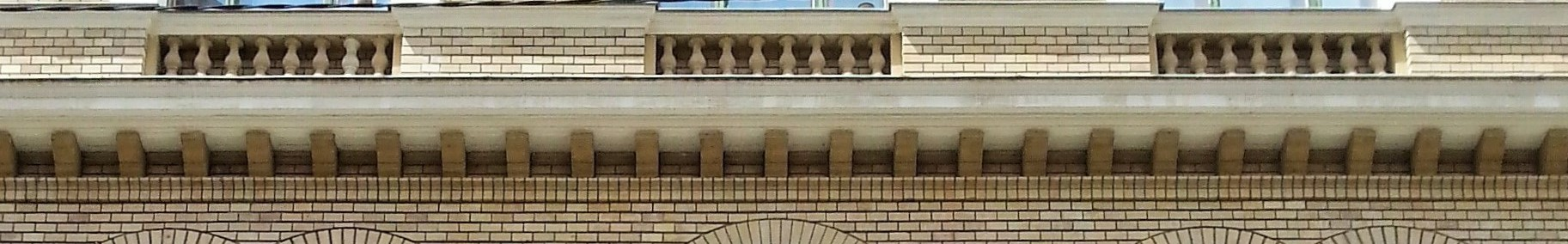